# Cotoneaster
Cotoneaster (Cotoneaster) es un género de plantas leñosas en la familia de las rosáceas (Rosaceae), nativas de la región Paleártica (Europa, norte de África, región templada de Asia) con una máxima diversidad en las montañas de suroeste de China y el Himalaya. Están relacionados con los espinos albares (Crataegus), espinos de fuego (Pyracantha), fotinias (Photinia) y serbales (Sorbus).

## Descripción
La mayoría de las especies son arbustos a partir de 0,5 hasta 5 m de alto, variando sus portes desde las plantas de tallos rastreros por tierra, a las que trepan para erigirse como arbustos; algunos, como el C. frigidus, son pequeños, otros son árboles de hasta 15 m de altura y de 75 cm de diámetro de tronco. Las especies de porte pequeño son sobre todo plantas alpinas que crecen en las zonas de alta montaña (e.g. C. integrifolius, que crece de 3000 a 4000 m en los Himalayas), mientras que las especies más grandes, arbustos y árboles, se encuentran en las altitudes más bajas.
Los tallos son dimorfos, con los tallos largos (10 a 40 centímetros de largo) que producen crecimiento estructural de la rama, y los tallos cortos (0.5 a 5 centímetro de largo) llevando las flores; este patrón que desarrolla a menudo una forma de ramificación como la raspa de un arenque. Las hojas se disponen de forma alterna, de 0.5 a 15 centímetros de largo, de ovadas a lanceoladas, enteras. Hay especies que se presentan como planta de hoja perenne y otras de hoja caduca. 
Las flores se producen en el extremo de los tallos, en solitario o dentro de un corimbo de hasta 100 juntas; son de un diámetro de 5 a 10 milímetros, y tienen cinco pétalos, de color blanco crema en inicio para pasar a color rosa, de 10 a 20 estambres y hasta cinco estilos.
La fruta es un pomo con un diámetro pequeño de 5 a 12 milímetros, rojo brillante cuando está maduro, conteniendo de una a tres (raramente hasta cinco) semillas.
A las especies de Cotoneaster las usan como fuente de alimentación para las larvas de algunas especies de Lepidoptera incluidas Acronicta psi, Erannis defoliaria, Nola cucullatella y Operophtera brumata.
Los frutos de las especies de Cotoneaster son ligeramente tóxicos y de sabor desagradable, por lo que no se consideran comestibles; sin embargo la especie Cotoneaster granatensis se caracteriza por presentar frutos comestibles de sabor agradable.

## Especies
Dependiendo de la definición usada en las especies, hay entre 70 y 300 especies de Cotoneaster, con muchas microespecies apomícticas tratadas como especies por algunos autores, pero solamente como variedades por otros.
El género a menudo se divide en dos o más secciones, aunque la situación se complica por la hibridación :
- Cotoneaster. Cotoneaster (sin. Sect. Orthopetalum). Flores solitarias o hasta 6 juntas; pétalos apuntando hacia adelante, a menudo teñidos de rosa. Principalmente arbustos más pequeños.
- Cotoneaster. Chaenopetalum. Florece más de 20 juntas en corimbos; pétalos que se abren planos, blanco cremoso. Principalmente arbustos más grandes.

### Lista de especies
- Cotoneaster acuminatus Lindl.
- Cotoneaster acutifolius Turcz.
- Cotoneaster acutiusculus Pojark.
- Cotoneaster adpressus Bois
- Cotoneaster aestivalis (Walter) Wenz.
- Cotoneaster affinis Lindl.
- Cotoneaster afghanicus G.Klotz
- Cotoneaster aitchisoni C.K.Schneid.
- Cotoneaster alashanensis J.Fryer & B.Hylmö
- Cotoneaster alatavicus Popov
- Cotoneaster alaunicus Golitsin
- Cotoneaster albokermesinus J.Fryer & B.Hylmö
- Cotoneaster allanderi J.Fryer
- Cotoneaster allochrous Pojark.
- Cotoneaster altaicus J.Fryer & B.Hylmö
- Cotoneaster ambiguus Rehder & E.H.Wilson
- Cotoneaster amoenus E.H.Wilson
- Cotoneaster amphigenus Chaten.
- Cotoneaster annapurnae J.Fryer & B.Hylmö
- Cotoneaster angustifolius Franch.
- Cotoneaster angustus (T.T.Yu) G.Klotz
- Cotoneaster antoninae Juz. & N.I.Orlova
- Cotoneaster apiculatus Rehder & E.H.Wilson
- Cotoneaster applanatus Duthie ex J.H.Veitch
- Cotoneaster arborescens Zabel.
- Cotoneaster arbusculus G.Klotz
- Cotoneaster argenteus G.Klotz
- Cotoneaster armenus Pojark.
- Cotoneaster arvernensis Gand.
- Cotoneaster ascendens Flinck & B.Hylmö
- Cotoneaster assadii Khat.
- Cotoneaster assamensis G.Klotz
- Cotoneaster astrophoros J.Fryer & E.C.Nelson
- Cotoneaster ataensis J.Fryer & B.Hylmö
- Cotoneaster atlanticus G.Klotz
- Cotoneaster atropurpureus Flinck & B.Hylmö
- Cotoneaster atrovirens J.Fryer & B.Hylmö
- Cotoneaster atuntzensis J.Fryer & B.Hylmö
- Cotoneaster auranticus J.Fryer & B.Hylmö
- Cotoneaster bacillaris Wall. ex Lindl.
- Cotoneaster baenitzii Pax
- Cotoneaster bakeri G.Klotz
- Cotoneaster balticus J.Fryer & B.Hylmö
- Cotoneaster bilokonii Grevtsova
- Cotoneaster bisramianus G.Klotz
- Cotoneaster bitahaiensis J.Fryer & B.Hylmö
- Cotoneaster blinii H.Lév.
- Cotoneaster bodinieri H.Lév.
- Cotoneaster boisianus G.Klotz – Bois's cotoneaster
- Cotoneaster borealichinensis (Hurus.) Hurus.
- Cotoneaster borealis Petz. & G.Kirchn.
- Cotoneaster brachypodus Pojark. ex Zakirov
- Cotoneaster bradyi E.C.Nelson J.Fryer
- Cotoneaster brandisii G.Klotz
- Cotoneaster brevirameus Rehder & Wilson
- Cotoneaster brickelli J.Fryer & B.Hylmö
- Cotoneaster browiczii J.Fryer & B.Hylmö
- Cotoneaster bullatus Bois
- Cotoneaster bumthangensis J.Fryer & B.Hylmö
- Cotoneaster burmanicus G.Klotz
- Cotoneaster buxifolius Wall. ex Lindl.
- Cotoneaster californicus A.Murray bis
- Cotoneaster calocarpus (Rehder & E.H.Wilson) Flinck & B.Hylmö
- Cotoneaster cambricus J.Fryer & B.Hylmö
- Cotoneaster camilli-schneideri Pojark.
- Cotoneaster campanulatus J.Fryer & B.Hylmö
- Cotoneaster canescens Vestergr. ex B.Hylmö
- Cotoneaster capsicinus J.Fryer & B.Hylmö
- Cotoneaster cardinalis J.Fryer & B.Hylmö
- Cotoneaster cashmiriensis G.Klotz
- Cotoneaster cavei G.Klotz
- Cotoneaster chaffanjonii H.Lév.
- Cotoneaster chailaricus (G.Klotz) Flinck & B.Hylmö
- Cotoneaster chengkangensis T.T.Yu
- Cotoneaster chrysobotrys Hand. – Mazz.
- Cotoneaster chulingensis J.Fryer & B.Hylmö
- Cotoneaster chungtiensis J.Fryer & B.Hylmö
- Cotoneaster cinerascens (Rehder) Flinck & B.Hylmö
- Cotoneaster cinnabarinus Juz.
- Cotoneaster coadunatus J.Fryer & B.Hylmö
- Cotoneaster coccineus Steud.
- Cotoneaster cochleatus (Franch.) G.Klotz
- Cotoneaster commixtus (C.K.Schneid.) Flinck & B.Hylmö
- Cotoneaster comptus Lem.
- Cotoneaster confusus G.Klotz
- Cotoneaster congestus Baker
- Cotoneaster conspicuus C.Marquand
- Cotoneaster convexus J.Fryer & B.Hylmö
- Cotoneaster cooperi C.Marquand
- Cotoneaster cordatus Focke
- Cotoneaster cordifolioides G.Klotz
- Cotoneaster cordifolius G.Klotz
- Cotoneaster coreanus H.Lév.
- Cotoneaster coriaceus Franch.
- Cotoneaster cornifolius Rehder & E.H.Wilson
- Cotoneaster cossineus Steud.
- Cotoneaster crenulatus (D.Don) K.Koch
- Cotoneaster creticus J.Fryer & B.Hylmö
- Cotoneaster crispii Exell
- Cotoneaster cuilus Lee ex K.Koch
- Cotoneaster cuspidatus C.Marquand ex J.Fryer
- Cotoneaster daliensis J.Fryer & B.Hylmö
- Cotoneaster dammeri C.K.Schneid.
- Cotoneaster daralagesicus Grevtsova
- Cotoneaster davidianus hort. ex Dippel
- Cotoneaster decandrus J.Fryer & B.Hylmö
- Cotoneaster declinatus J.Fryer & B.Hylmö
- Cotoneaster degenensis J.Fryer & B.Hylmö
- Cotoneaster delavayanus G.Klotz
- Cotoneaster delphinensis Chatenier
- Cotoneaster denticulatus Kunth
- Cotoneaster dielsianus E.Pritz. ex Diels
- Cotoneaster difficilis G.Klotz
- Cotoneaster discolor Pojark.
- Cotoneaster dissimilis G.Klotz
- Cotoneaster distichus Lange
- Cotoneaster divaricatus Rehder & E.H.Wilson
- Cotoneaster dojamensis J.Fryer & B.Hylmö
- Cotoneaster dokeriensis G.Klotz
- Cotoneaster drogochius J.Fryer & B.Hylmö
- Cotoneaster duthieanus (C.K.Schneid.) G.Klotz
- Cotoneaster elatus G.Klotz
- Cotoneaster elegans (Rehder & E.H.Wilson) Flinck & B.Hylmö
- Cotoneaster ellipticus (Lindl.) Loudon
- Cotoneaster emarginatus hort. ex K.Koch
- Cotoneaster emeiensis J.Fryer & B.Hylmö
- Cotoneaster encavei J.Fryer & B.Hylmö
- Cotoneaster eriocarpus hort.
- Cotoneaster erratus J.Fryer & B.Hylmö
- Cotoneaster erzincanicus J.Fryer
- Cotoneaster esfandiarii Khat.
- Cotoneaster esquirolii H.Lév.
- Cotoneaster estonicus J.Fryer & B.Hylmö
- Cotoneaster falconeri G.Klotz
- Cotoneaster fangianus T.T.Yu
- Cotoneaster farreri Klotzsch
- Cotoneaster fastigiatus J.Fryer & B.Hylmö
- Cotoneaster favargeri J.Fryer & B.Hylmö
- Cotoneaster fletcheri G.Klotz
- Cotoneaster flinckii J.Fryer & B.Hylmö
- Cotoneaster floccosus (Rehder & E.H.Wilson) Flinck & B.Hylmö
- Cotoneaster floridus J.Fryer & B.Hylmö
- Cotoneaster fontanesii Grossh.
- Cotoneaster formosanus Hayata
- Cotoneaster forrestii G.Klotz
- Cotoneaster fortunei Wenz.
- Cotoneaster foveolatus Rehder & E.H.Wilson
- Cotoneaster franchetii Bois
- Cotoneaster frigidus Wall. ex Lindl.
- Cotoneaster froebelii Vilm.
- Cotoneaster fruticosus J.Fryer & B.Hylmö
- Cotoneaster fulvidus (W.W.Sm.) G.Klotz
- Cotoneaster gamblei G.Klotz
- Cotoneaster ganghobaensis J.Fryer & B.Hylmö
- Cotoneaster garhwalensis G.Klotz
- Cotoneaster genitianus Hurus. ex Nakai
- Cotoneaster gesneri Kirschl.
- Cotoneaster gilgitensis G.Klotz
- Cotoneaster girardii Flinck & B.Hylmö ex G.Klotz
- Cotoneaster glabratus Rehder & E.H.Wilson
- Cotoneaster glacialis (Hook.f. ex Wenz.) Panigrahi & Arv.Kumar
- Cotoneaster glaucophyllus Franch.
- Cotoneaster globosus (Hurus.) G.Klotz
- Cotoneaster glomerulatus W.W.Sm.
- Cotoneaster goloskokovii Pojark.
- Cotoneaster gonggashanensis J.Fryer & B.Hylmö
- Cotoneaster gotlandicus B.Hylmö
- Cotoneaster gracilis Rehder & E.H.Wilson
- Cotoneaster grammontii hort. ex K.Koch
- Cotoneaster granatensis Boiss
- Cotoneaster griffithii G.Klotz
- Cotoneaster guanmenensis J.Fryer
- Cotoneaster handel-mazzettii G.Klotz
- Cotoneaster harrovianus E.H.Wilson
- Cotoneaster harrysmithii Flinck & B.Hylmö
- Cotoneaster hebephyllus Diels
- Cotoneaster hedegaardii J.Fryer & B.Hylmö
- Cotoneaster henryanus (C.K.Schneid.) Rehder & E.H.Wilson
- Cotoneaster hersianus J.Fryer & B.Hylmö
- Cotoneaster heterophyllus J.Fryer
- Cotoneaster hicksii J.Fryer & B.Hylmö
- Cotoneaster himaleiensis hort. ex Zabel
- Cotoneaster himalayensis hort. ex Lavallee
- Cotoneaster hissaricus Pojark.
- Cotoneaster hjelmqvistii Flinck & B.Hylmö
- Cotoneaster hodjingensis G.Klotz
- Cotoneaster hookeri hort. ex Zabel
- Cotoneaster hookerianus hort. ex Lavallee
- Cotoneaster horizontalis Decne.
- Cotoneaster hsingshangensis J.Fryer & B.Hylmö
- Cotoneaster hualiensis J.Fryer & B.Hylmö
- Cotoneaster humifusus Duthie ex J.H.Veitch
- Cotoneaster humilis Donn
- Cotoneaster hummelii J.Fryer & B.Hylmö
- Cotoneaster hunanensis J.Fryer & B.Hylmö
- Cotoneaster hupehensis Rehder & E.H.Wilson
- Cotoneaster hurusawaianus G.Klotz
- Cotoneaster hylanderi B.Hylmö & J.Fryer
- Cotoneaster hymalaicus Carriere
- Cotoneaster hylmoei Flinck & J.Fryer
- Cotoneaster hypocarpus J.Fryer & B.Hylmö
- Cotoneaster ichangensis G.Klotz
- Cotoneaster ignavus E.L.Wolf
- Cotoneaster ignescens J.Fryer & B.Hylmö
- Cotoneaster ignotus G.Klotz
- Cotoneaster improvisus Klotzsch
- Cotoneaster incanus (W.W.Sm.) G.Klotz
- Cotoneaster induratus J.Fryer & B.Hylmö
- Cotoneaster inexspectus G.Klotz
- Cotoneaster insculptus Diels
- Cotoneaster insignis Pojark.
- Cotoneaster insignoides J.Fryer & B.Hylmö
- Cotoneaster insolitus G.Klotz
- Cotoneaster integerrimus Medik.
- Cotoneaster integrifolius (Roxb.) G.Klotz
- Cotoneaster intermedius (Lecoq. & Lamotte) H.J.Coste
- Cotoneaster japonicus hort. ex Dippel
- Cotoneaster juranus Gand.
- Cotoneaster kaganensis G.Klotz
- Cotoneaster kamaoensis G.Klotz
- Cotoneaster kangtinensis G.Klotz
- Cotoneaster kansuensis G.Klotz
- Cotoneaster karatavicus Pojark.
- Cotoneaster karelicus J.Fryer & B.Hylmö
- Cotoneaster kaschkarovii Pojark.
- Cotoneaster kerstanii G.Klotz
- Cotoneaster khasiensis G.Klotz
- Cotoneaster kingdonii J.Fryer & B.Hylmö
- Cotoneaster kirgizicus Grevtsova
- Cotoneaster kitaibelii J.Fryer & B.Hylmö
- Cotoneaster klotzii J.Fryer & B.Hylmö
- Cotoneaster koizumii Hayata
- Cotoneaster kongboensis G.Klotz
- Cotoneaster konishii Hayata
- Cotoneaster kotschyi (C.K.Schneid.) G.Klotz
- Cotoneaster krasnovii Pojark.
- Cotoneaster kullensis B.Hylmö
- Cotoneaster kweitschoviensis G.Klotz
- Cotoneaster lacei Klotzsch
- Cotoneaster lacteus W.W.Sm.
- Cotoneaster laetevirens (Rehder & E.H.Wilson) G.Klotz
- Cotoneaster laevis hort. ex Steud.
- Cotoneaster lambertii G.Klotz
- Cotoneaster lamprofolius J.Fryer & B.Hylmö
- Cotoneaster lanatus hort. ex Regel
- Cotoneaster lancasteri J.Fryer & B.Hylmö
- Cotoneaster langei G.Klotz
- Cotoneaster langtangensis B.Hylmö
- Cotoneaster lanshanensis J.Fryer & B.Hylmö
- Cotoneaster latifolius J.Fryer & B.Hylmö
- Cotoneaster laxiflorus Jacq. ex Lindl.
- Cotoneaster lesliei J.Fryer & B.Hylmö
- Cotoneaster leveillei J.Fryer & B.Hylmö
- Cotoneaster lidjiangensis G.Klotz
- Cotoneaster lindleyi Steud.
- Cotoneaster linearifolius (G.Klotz) G.Klotz
- Cotoneaster logginovae Grevtsova
- Cotoneaster lomahunensis J.Fryer & B.Hylmö
- Cotoneaster lucidus Schltdl.
- Cotoneaster ludlowii G.Klotz
- Cotoneaster luristanicus G.Klotz
- Cotoneaster macrocarpus J.Fryer & B.Hylmö
- Cotoneaster magnificus J.Fryer & B.Hylmö
- Cotoneaster mairei H.Lév.
- Cotoneaster majoricensis L.Sáez & Rosselló, 2012
- Cotoneaster majusculus (W.W.Sm.) G.Klotz
- Cotoneaster marginatus (Loudon) Schltdl.
- Cotoneaster marquandii G.Klotz
- Cotoneaster marroninus J.Fryer & B.Hylmö
- Cotoneaster mathonnetii Gand.
- Cotoneaster matrensis Domokos
- Cotoneaster megalocarpus Popov
- Cotoneaster meiophyllus (W.W.Sm.) G.Klotz
- Cotoneaster melanocarpus Lodd.
- Cotoneaster melanotrichus (Franch.) G.Klotz
- Cotoneaster meuselii G.Klotz
- Cotoneaster meyeri Pojark.
- Cotoneaster microcarpus (Rehder & E.H.Wilson) Flinck & B.Hylmö
- Cotoneaster microphyllus Wall. ex Lindl.
- Cotoneaster milkedandai J.Fryer & B.Hylmö
- Cotoneaster mingkwongensis G.Klotz
- Cotoneaster miniatus (Rehder & E.H.Wilson) Flinck & B.Hylmö
- Cotoneaster minimus J.Fryer & B.Hylmö
- Cotoneaster minitomentellus J.Fryer & B.Hylmö
- Cotoneaster minutus G.Klotz
- Cotoneaster mirabilis G.Klotz & Krugel
- Cotoneaster misturatus J.Fryer
- Cotoneaster mongolicus Pojark.
- Cotoneaster monopyrenus (W.W.Sm.) Flinck & B.Hylmö
- Cotoneaster montanus Lange ex Dippel
- Cotoneaster morrisonensis Hayata
- Cotoneaster morulus Pojark.
- Cotoneaster moupinensis Franch.
- Cotoneaster mucronatus Franch.
- Cotoneaster muliensis G.Klotz
- Cotoneaster multiflorus Bunge
- Cotoneaster nagaensis G.Klotz
- Cotoneaster nakai Hayata
- Cotoneaster naninitens J.Fryer & B.Hylmö
- Cotoneaster nanshan M.Vilm. ex Mottet
- Cotoneaster nantaouensis J.Fryer & B.Hylmö
- Cotoneaster nanus (G.Klotz) G.Klotz
- Cotoneaster narynensis Tkatsch. ex J.Fryer & B.Hylmö
- Cotoneaster nebrodensis (Guss.) K.Koch
- Cotoneaster nedoluzhkoi Tzvelev.
- Cotoneaster nefedovii Galushko
- Cotoneaster neo-antoninae A.N.Vassiljeva
- Cotoneaster neopopovii Czerep.
- Cotoneaster nepalensis hort. ex K.Koch
- Cotoneaster nervosus Decne
- Cotoneaster nevadensis Boiss. ex Steud.
- Cotoneaster newryensis Lemoine
- Cotoneaster niger (Wahlenb.) Fries
- Cotoneaster nitens Rehder & E.H.Wilson
- Cotoneaster nitidifolius Marquand
- Cotoneaster nitidus Jacques
- Cotoneaster nivalis (G.Klotz) G.Panigrahi & A.Kumar
- Cotoneaster nohelii J.Fryer & B.Hylmö
- Cotoneaster notabilis G.Klotz
- Cotoneaster nudiflorus J.Fryer & B.Hylmö
- Cotoneaster nummularioides Pojark.
- Cotoneaster nummularius Fisch. & Mey.
- Cotoneaster obovatus Osmaston
- Cotoneaster obscurus Rehder & E.H.Wilson
- Cotoneaster obtusisepalus Gand.
- Cotoneaster obtusus Wall. ex Lindl.
- Cotoneaster oliganthus Pojark.
- Cotoneaster oligocarpus C.K.Schneid.
- Cotoneaster omissus J.Fryer & B.Hylmö
- Cotoneaster orbicularis Schltdl.
- Cotoneaster orientalis (Mill.) Borbas
- Cotoneaster osmastonii G.Klotz
- Cotoneaster ottoschwarzii G.Klotz
- Cotoneaster ovatus Pojark.
- Cotoneaster pangiensis G.Klotz
- Cotoneaster pannosus Franch.
- Cotoneaster paradoxus G.Klotz
- Cotoneaster parkeri G.Klotz
- Cotoneaster parkinsonii Panigrahi & Arv.Kumar
- Cotoneaster parnassicus Boiss. & Heldr.
- Cotoneaster parvifolius (Hook.f.) Panigrahi & Arv.Kumar
- Cotoneaster peduncularis Boiss.
- Cotoneaster pekinensis (Koehne) Zabel
- Cotoneaster permutatus G.Klotz
- Cotoneaster perpusillus (C.K.Schneid.) Flinck & B.Hylmö
- Cotoneaster poluninii G.Klotz
- Cotoneaster procumbens G.Klotz
- Cotoneaster prostratus Baker
- Cotoneaster przewalskii Pojark.
- Cotoneaster pseudoambiguus J.Fryer & B.Hylmö
- Cotoneaster racemiflorus K.Koch
- Cotoneaster radicans G.Klotz
- Cotoneaster rehderi Pojark.
- Cotoneaster reticulatus Rehder & E.H.Wilson
- Cotoneaster rhytidophyllus Rehder & E.H.Wilson
- Cotoneaster roseus Edgew.
- Cotoneaster rotundifolius Wall. ex Lindl.
- Cotoneaster rubens W.W.Sm.
- Cotoneaster salicifolius Franch.
- Cotoneaster salwinensis G.Klotz
- Cotoneaster sanbaensis J.Fryer
- Cotoneaster sandakphuensis G.Klotz
- Cotoneaster sanguineus T.T.Yu
- Cotoneaster sargentii G.Klotz
- Cotoneaster saxatilis Pojark.
- Cotoneaster saxonicus B.Hylmö
- Cotoneaster scandinavicus B.Hylmö
- Cotoneaster schantungensis G.Klotz
- Cotoneaster schlechtendalii G.Klotz
- Cotoneaster schubertii G.Klotz
- Cotoneaster serotinus Hutch.
- Cotoneaster shannanensis J.Fryer & B.Hylmö
- Cotoneaster shansiensis J.Fryer & B.Hylmö
- Cotoneaster sherriffii G.Klotz
- Cotoneaster sichuanensis Klotzsch
- Cotoneaster sikangensis J.Fryer & B.Hylmö
- Cotoneaster sikkimensis Mouill.
- Cotoneaster silvestrei Pamp.
- Cotoneaster simonsii Baker
- Cotoneaster smithii G.Klotz
- Cotoneaster soczavianus Pojark.
- Cotoneaster soongoricus (Regel & Herder) Popov
- Cotoneaster sordidus G.Klotz
- Cotoneaster soulieanus G.Klotz
- Cotoneaster spathulatus (Michx.) Wenz.
- Cotoneaster splendens Flinck & B.Hylmö
- Cotoneaster spongbergii J.Fryer & B.Hylmö
- Cotoneaster staintonii G.Klotz
- Cotoneaster sternianus (Turrill) Boom
- Cotoneaster stracheyi Klotzsch
- Cotoneaster strigosus G.Klotz
- Cotoneaster suavis Pojark.
- Cotoneaster subacutus Pojark.
- Cotoneaster subadpressus T.T.Yu
- Cotoneaster subalpinus G.Klotz
- Cotoneaster submultiflorus Popov
- Cotoneaster suboblongus Gand.
- Cotoneaster subuniflorus (Kitam.) G.Klotz
- Cotoneaster suecicus G.Klotz
- Cotoneaster svenhedinii J.Fryer & B.Hylmö
- Cotoneaster taitoensis Hayata
- Cotoneaster taiwanensis J.Fryer & B.Hylmö
- Cotoneaster takpoensis G.Klotz
- Cotoneaster taksangensis J.Fryer & B.Hylmö
- Cotoneaster talgaricus Popov
- Cotoneaster tanpaensis J.Fryer & B.Hylmö
- Cotoneaster taoensis G.Klotz
- Cotoneaster tardiflorus J.Fryer & B.Hylmö
- Cotoneaster tauricus Pojark.
- Cotoneaster taylorii T.T.Yu
- Cotoneaster tebbutus J.Fryer & B.Hylmö
- Cotoneaster teijiashanensis J.Fryer & B.Hylmö
- Cotoneaster tengyuehensis J.Fryer & B.Hylmö
- Cotoneaster tenuipes Rehder & E.H.Wilson
- Cotoneaster thimphuensis J.Fryer & B.Hylmö
- Cotoneaster thymifolius Wall. ex Lindl.
- Cotoneaster tibeticus G.Klotz
- Cotoneaster tjuliniae Pojark. ex Peschkova
- Cotoneaster tkatschenkoi Grovtsova
- Cotoneaster tomentellus Pojark.
- Cotoneaster tomentosus Lindl.[3]
- Cotoneaster transcaucasicus Pojark.
- Cotoneaster transens G.Klotz
- Cotoneaster trinervis J.Fryer & B.Hylmö
- Cotoneaster tsarongensis J.Fryer & B.Hylmö
- Cotoneaster tumeticus Pojark.
- Cotoneaster turbinatus Craib
- Cotoneaster turcomanicus Pojark.
- Cotoneaster tytthocarpus Pojark.
- Cotoneaster undulatus J.Fryer & B.Hylmö
- Cotoneaster uniflorus Bunge
- Cotoneaster uralensis J.Fryer & B.Hylmö
- Cotoneaster uva-ursi G.Don
- Cotoneaster uva-ursinus (Lindl.) J.Fryer & B.Hylmö
- Cotoneaster uzbezicus Grevtsova
- Cotoneaster vandelaarii J.Fryer & B.Hylmö
- Cotoneaster veitchii (Rehder & E.H.Wilson) G.Klotz
- Cotoneaster vernae C.K.Schneid.
- Cotoneaster verokotschyi J.Fryer & B.Hylmö
- Cotoneaster verruculosus Diels
- Cotoneaster vestitus (W.W.Sm.) Flinck & B.Hylmö
- Cotoneaster victorianus J.Fryer & B.Hylmö
- Cotoneaster villosulus (Rehder & E.H.Wilson) Flinck & B.Hylmö
- Cotoneaster vilmorinianus G.Klotz
- Cotoneaster virgatus G.Klotz
- Cotoneaster vulgaris Hook.f.
- Cotoneaster wallichianus G.Klotz
- Cotoneaster wanbooyensis J.Fryer & B.Hylmö
- Cotoneaster wardii W.W.Sm.
- Cotoneaster washanensis J.Fryer & B.Hylmö
- Cotoneaster wattii G.Klotz
- Cotoneaster wilsonii Nakai
- Cotoneaster yakuticus J.Fryer & B.Hylmö
- Cotoneaster yalungensis J.Fryer & B.Hylmö
- Cotoneaster yuii J.Fryer & B.Hylmö
- Cotoneaster yulingkongensis J.Fryer & B.Hylmö
- Cotoneaster yulongensis J.Fryer & B.Hylmö
- Cotoneaster zabelii C.K.Schneid.
- Cotoneaster zaprjagaevae Grevtsova
- Cotoneaster zayulensis G.Klotz
- Cotoneaster zeilingskii B.Hylmö
- Cotoneaster zeravschanicus Pojark.
- Cotoneaster zimmermannii J.Fryer & B.Hylmö

## Cultivo
Los cotoneasters son arbustos de jardín muy populares, cultivados por su atractivo porte y por su fruta decorativa. Muchos de los arbustos del jardín son cultivares, algunos del origen híbrido; unos con procedencia familiar conocida, otras no.
Etimología
Cotoneaster: nombre genérico que deriva de cotone, un antiguo nombre latino para el membrillo, y el sufijo -aster =  'parecido a'.

## Galería de imágenes

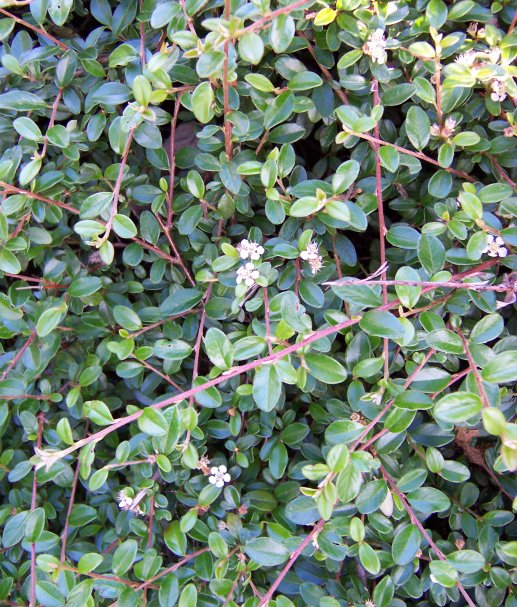
Cotoneaster horizontalis
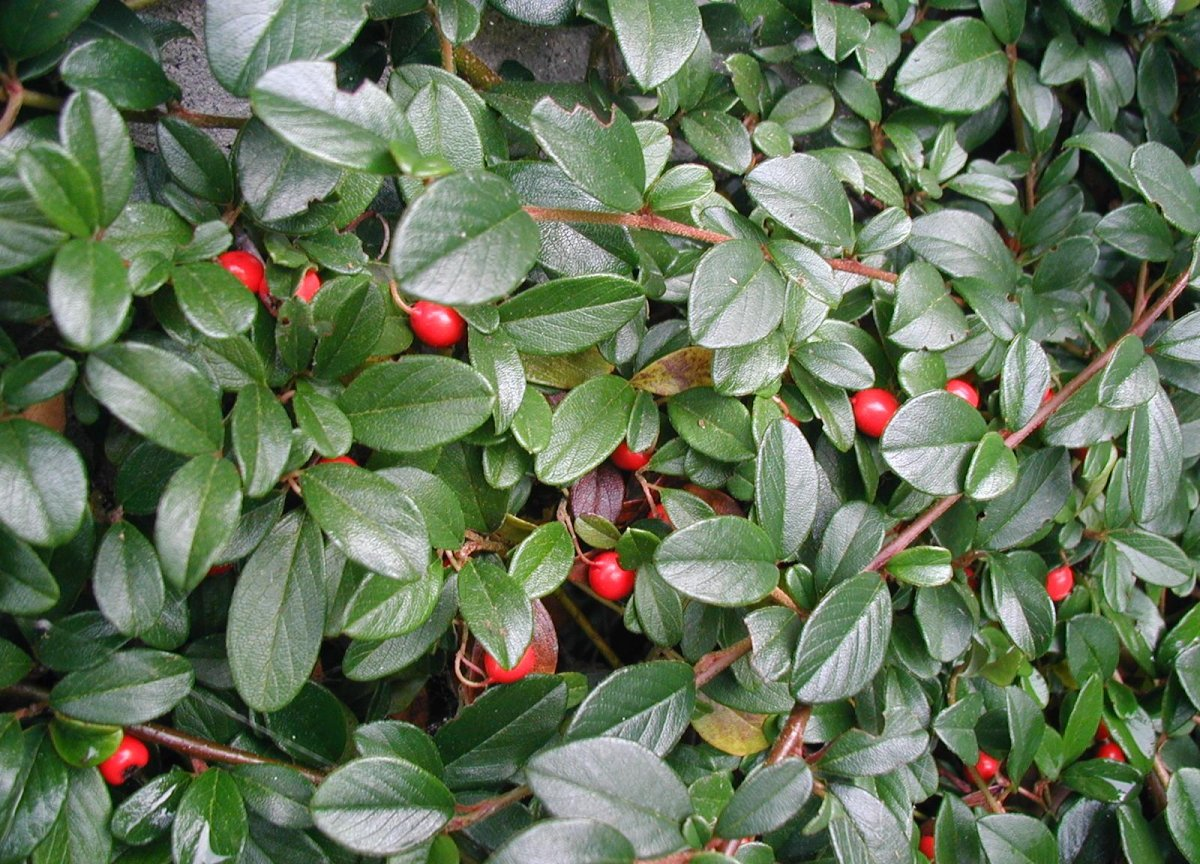
Cotoneaster dammeri
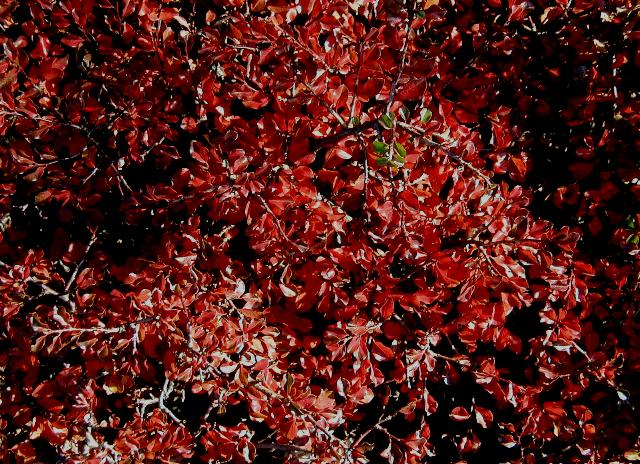
Cotoneaster praecox